# Thiên Chúa đã chết
Thiên Chúa đã chết' (tiếng Đức: "Gott ist tot"ⓘ; còn được gọi là Cái chết của Thiên Chúa) là một khẳng định được nhiều người trích dẫn và đôi khi bị hiểu sai của triết gia người Đức Friedrich Nietzsche. Nó xuất hiện lần đầu trong cuốn Tri thức hân hoan, ở phần 108, phần 125 ("Tên điên", và lần thứ ba ở phần 343. Câu nói này còn được tìm thấy trong tác phẩm kinh điển của Nietzsche Also sprach Zarathustra, và đây cũng là tác phẩm đã khiến cho câu nói trở nên phổ biến. 
Theo cách giải nghĩa của Nietzsche, câu nói "Thiên Chúa đã chết" muốn nói rằng "lòng tin của con người vào Thiên Chúa đã trở nên khó tin", tất cả những gì "được xây dựng trên nền thứ giáo điều này, được thứ giáo điều ấy nâng đỡ", cùng những gì "đã phát triển thành thứ giáo điều ấy", trong đó có "toàn thể […] nền đạo đức Âu châu", tất yếu sẽ "sụp đổ".
Câu nói này đã trở thành chủ đề bàn luận của nhiều triết gia, trong đó có Philipp Mainländer và Georg Wilhelm Friedrich Hegel, và là một đối tượng của Thần học về Cái chết của Thiên Chúa.

## Quan điểm của Nietzsche
Trong tác phẩm Tri thức hân hoan, tác giả lần đầu tiên nhắc tới khái niệm "Thiên Chúa đã chết" trong chương "Những cuộc đấu tranh mới" như sau:
Sau khi Đức Phật chết, cái bóng của Ngài vẫn còn in dấu nơi một hang động trong hàng thế kỷ –– một cái bóng thật khủng khiếp và dữ dội. Thiên Chúa đã chết; nhưng theo bản năng của con người, trong vài ngàn năm nữa, đó đây vẫn sẽ còn nhiều hang động, nơi đó bóng của Ngài sẽ còn in dấu. Và chúng ta –– chúng ta vẫn phải tiếp tục chế ngự cái bóng của Ngài.
Cần lưu ý rằng trong tác phẩm này, câu nói "Thiên Chúa đã chết" được thốt ra bởi một "kẻ điên", và sau đây là đoạn trích trong chương "Kẻ điên":
Thiên Chúa đã chết. Cho đến nay, Thiên Chúa vẫn chết. Chính chúng ta đã giết Chúa. Chúng ta – kẻ đã giết tất cả các tên sát nhân – có nên tự an ủi bản thân mình hay không? Cái thứ thánh thiện nhất, mạnh mẽ nhất mà Trái Đất từng có được, nay đã đổ máu mà chết dưới lưỡi dao của chúng ta: ai, ai sẽ là người lau sạch vết máu này cho ta? Có thứ nước nào có thể gột sạch chúng ta không? Ta có cần phải sáng tạo ra một lễ hội chuộc tội hay một hội thao thánh thiêng nào hay không? Cái tầm vóc của việc ta đã làm chẳng phải là quá sức vĩ đại chăng? Nên chăng tất cả chúng ta hãy trở nên các vị thần, đơn giản chỉ để cho người ta thấy rằng con người ta xứng đáng được như vậy?— Nietzsche, Tri thức hân hoan, Sách III, Mục 125. Phỏng dịch từ bản dịch tiếng Anh của Walter Kaufmann.

Trong đoạn văn trên, Nietzsche mô tả rằng nhân vật kẻ điên khi đó đang chạy trong một khu chợ và hét lớn rằng: "Tôi tìm kiếm Chúa! Này, tôi tìm kiếm Chúa đấy!". Người qua đường chỉ nghĩ ông hài hước và không thực sự để ý đến câu nói của kẻ điên. Họ nói: "Có thể ông ta vừa đi thuyền vượt biển về? Hay là bị lạc đường như một em bé rồi? Có khi ông ta sợ chúng ta (những người không tin Chúa) và đang tìm chỗ để ẩn mình?" – rất nhiều người đã cười to. Kẻ điên cầm lấy ngọn đèn, ném xuống đất tỏ vẻ bực mình, rồi hét lên rằng "Thiên Chúa đã chết, và chúng ta là kẻ đã giết ngài. Chính các ông bà và tôi [đã giết ngài]!". Ngay sau đó, kẻ điên nhận ra và thốt lên rằng: "Nhưng tôi đã đến quá sớm", khiến cho những kẻ nhạo báng ông phải nhìn ông với ánh mắt đầy kinh ngạc: Họ không thể nào nhận ra rằng chính họ đã giết Thiên Chúa. Kẻ điên lại nói:
Sự kiện rất kinh khủng này vẫn đang trên đường tới đây, nó vẫn đang rảo bước; con người vẫn chưa thể nghe thấy tiếng động của nó. Cũng như sấm sét và ánh sao đêm cần thời gian để đến được bên tai và mắt con người, thì những việc con người đã làm cũng cần thời gian để đến được tai và mắt của họ. Hành động này vẫn còn xa con người lắm, xa hơn cả những vì sao rất xa xôi, ấy vậy chính con người đã thực hiện điều đó rồi.— Nietzsche, Tri thức hân hoan, Sách III, Mục 125. Phỏng dịch từ bản dịch tiếng Anh của Walter Kaufmann.

Sau hết, trong mục "Ý nghĩa của Niềm hân hoan của chúng ta" của tác phẩm Tri thức hân hoan, tác giả bàn luận về ý nghĩa của câu nói "Thiên Chúa đã chết" ("niềm tin vào Thiên Chúa Kitô giáo đã trở nên không đáng để tin") và nêu các hậu quả của khái niệm mà ông cho là sự thật này.

### Thần học về Cái chết của Thiên Chúa
- Thomas J. J. Altizer, The Gospel of Christian Atheism (Philadelphia: Westminster, 1966).
- Thomas J. J. Altizer and William Hamilton, Radical Theology and the Death of God (Indianapolis: Bobbs-Merrill, 1966).
- Bernard Murchland, ed., The Meaning of the Death of God (New York: Random House, 1967).
- Gabriel Vahanian, The Death of God (New York: George Braziller, 1961).
- John D. Caputo, Gianni Vattimo, After the Death of God, edited by Jeffrey W. Robbins (New York: Columbia University Press, 2007).